# Smuggler (marque de prêt-à-porter)
Pour les articles homonymes, voir Smuggler.
Smuggler est une marque française spécialisée dans le prêt-à-porter masculin. C'est le dernier costumier français.

## Histoire
La chaîne de boutiques est créée en 1978.
Elle est reprise le 1er janvier 1985 par la société Orphee Longchamp qui exploite la marque Smuggler.
En 2013, Smuggler met au point le premier costume anti-ondes électromagnétiques,,.
La marque habille les membres du comité d'organisation de l'Euro 2016,.
En mai 2016, la ville de Limoges annonce qu'elle a décidé d'accorder un étalement des loyers pour les ateliers de sa filiale France Confection.
Le 25 janvier 2017 Orphee Longchamp est placée en redressement judiciaire, puis en liquidation judiciaire le 7 mars 2018
En 2018 le groupe Smuggler est repris par le groupe d'assurances Molitor.
La société France Confection, déficitaire depuis plusieurs années a été placée en redressement judiciaire le 8 janvier 2020 et en  liquidation judiciaire le 18 mars 2020. Smuggler assurait la commercialisation des vêtements fabriqués par la société France Confection (Limoges). En 2000, Smuggler fusionne avec les ateliers France Confection de Limoges, lors de son achat par Gilles Attaf.
Le 26 mars 2020, Ludovic et Corinne Gaudic, déjà à la tête de la Compagnie des Ateliers Peyrache, annoncent leur intention de reprendre l'atelier de Limoges avec ses 85 collaborateurs et dans l'immédiat lancent la fabrication de 2000 à 3000 masques de protection anti Covid 19.
|                                        | 2014  | 2015  | 2016  | 2017  | 2018  |
| -------------------------------------- | ----- | ----- | ----- | ----- | ----- |
| Chiffre d'affaires en milliers d'euros | 2 645 | 2 748 | 2 530 | 2 335 | 2 335 |
| Résultat net en milliers d'euros       | - 205 | - 197 | - 925 | - 407 | - 407 |
| Effectif moyen annuel                  | 93    | 82    | 67    | 68    | nc    |